# Стивън Хопкинс
Стивън Хопкинс (на английски: Stephen Hopkins) е британски филмов режисьор и продуцент, носител на награда „Еми“.
Роден е в Ямайка през 1958 година, израства в Англия и Австралия. Започва като декоратор на клипове за музикални изпълнители. Стивън Хопкинс постига най-големите си успехи в телевизията – той е продуцент и режисьор на някои от епизодите на сериала „24“, а филмът „Животът и смъртта на Питър Селърс“ е отличен със „Златен глобус“ за най-добър телевизионен филм.

## Филмография
- Опасна игра (1987)
- Кошмари на Елм Стрийт 5: Детето на сънищата (1989)
- Хищникът 2 (1990)
- Нощта на страшния съд (1993)
- Взрив (1994)
- Призракът и Мракът (1996)
- Изгубени в космоса (1998)
- Под подозрение (2000)
- 24 (сезон 1) (2001)
- Трафик (минисериал) (2004)
- Животът и смъртта на Питър Селърс (2004)
- The Reaping (2006)
- Секс до дупка – пилотен епизод (2007)/ епизод 12, 3-ти сезон (2009)